# SC Rot-Weiß Oberhausen-Rhld. 1904 2003-2004
Questa voce raccoglie le informazioni riguardanti il SC Rot-Weiß Oberhausen-Rhld. 1904 nelle competizioni ufficiali della stagione 2003-2004.

## Stagione
Nella stagione 2003-2004 il Rot Weiss Oberhausen, allenato da Jørn Andersen, concluse il campionato di 2. Bundesliga al 5º posto. In Coppa di Germania il Rot Weiss Oberhausen fu eliminato al primo turno dall'Unterhaching.

## Rosa
| N. |                                 | Ruolo | Calciatore         |
| -- | ------------------------------- | ----- | ------------------ |
| 1  | Germania (bandiera)             | P     | Oliver Adler       |
| 2  | Belgio (bandiera)               | D     | Gauthier Remacle   |
| 3  | Ghana (bandiera)                | D     | Anthony Tiéku      |
| 4  | Brasile (bandiera)              | D     | André Astorga      |
| 5  | Germania (bandiera)             | D     | Benjamin Reichert  |
| 6  | Germania (bandiera)             | C     | Frank Scharpenberg |
| 7  | Germania (bandiera)             | C     | Mike Rietpietsch   |
| 8  | Spagna (bandiera)               | C     | David Montero      |
| 9  | Brasile (bandiera)              | A     | Caio               |
| 10 | Bulgaria (bandiera)             | C     | Boyko Velichkov    |
| 11 | Bosnia ed Erzegovina (bandiera) | C     | Hajrudin Catic     |
| 12 | Germania (bandiera)             | C     | Tim Reichert       |
| 13 | Montenegro (bandiera)           | D     | Dejan Raičković    |
| 14 | Brasile (bandiera)              | A     | Leandro Simioni    |

| N. |                         | Ruolo | Calciatore         |
| -- | ----------------------- | ----- | ------------------ |
| 15 | Germania (bandiera)     | A     | Lars Kampf         |
| 16 | Australia (bandiera)    | C     | Saša Radulović     |
| 17 | Germania (bandiera)     | D     | Monir Ibrahim      |
| 18 | Germania (bandiera)     | P     | Carsten Nulle      |
| 19 | Togo (bandiera)         | C     | Moustapha Salifou  |
| 20 | Burkina Faso (bandiera) | C     | Alassane Ouédraogo |
| 21 | Russia (bandiera)       | C     | Denis Bushuev      |
| 22 | Germania (bandiera)     | C     | Jürgen Luginger    |
| 27 | Togo (bandiera)         | A     | Abdou Ouro-Akpo    |
| 28 | Albania (bandiera)      | D     | Adrian Aliaj       |
| 29 | Portogallo (bandiera)   | D     | Hugo Costa         |
| 30 | Germania (bandiera)     | P     | Christian Börkel   |
| 31 | Albania (bandiera)      | D     | Geri Çipi          |
| 33 | Ungheria (bandiera)     | A     | Tibor Tokody       |

## Organigramma societario
Area tecnica
- Allenatore: Jørn Andersen
- Allenatore in seconda: Jürgen Luginger
- Preparatore dei portieri: Michael Stahl
- Preparatori atletici:

## Calciomercato

### Sessione estiva
| Acquisti | Acquisti           | Acquisti              | Acquisti |
| R.       | Nome               | da                    | Modalità |
| -------- | ------------------ | --------------------- | -------- |
| C        | David Montero      | Eintracht Francoforte |          |
| D        | Hugo Costa         | Vitória Setúbal       |          |
| D        | Adrian Aliaj       | Charleroi             |          |
| D        | André Astorga      | Portuguesa Santista   |          |
| C        | Denis Bushuev      | Hertha Berlino II     |          |
| A        | Lars Kampf         | Babelsberg            |          |
| A        | Leandro Simioni    | Paulista              |          |
| P        | Carsten Nulle      | Waldhof Mannheim      |          |
| C        | Alassane Ouédraogo | Colonia               |          |
| C        | Tim Reichert       | RW Oberhausen II      |          |
| D        | Gauthier Remacle   | Charleroi             |          |
| C        | Boyko Velichkov    | Lokomotiv Sofia       |          |

| Cessioni | Cessioni         | Cessioni          | Cessioni |
| R.       | Nome             | da                | Modalità |
| -------- | ---------------- | ----------------- | -------- |
| C        | Daniel Cartus    | Paderborn         |          |
| D        | Daniel Ciucă     | Darmstadt         |          |
| P        | Emir Hadžiđulbić | Travnik           |          |
| C        | Thorsten Judt    | Kickers Offenbach |          |
| D        | Jens Langeneke   | Osnabrück         |          |
| A        | Adis Obad        | Željezničar       |          |
| D        | Mario Wildmann   | Ludwigsburg       |          |
| D        | Paweł Wojtala    | LR Ahlen          |          |

### Sessione invernale
| Acquisti | Acquisti     | Acquisti              | Acquisti |
| R.       | Nome         | da                    | Modalità |
| -------- | ------------ | --------------------- | -------- |
| A        | Tibor Tokody | Újpest                |          |
| D        | Geri Çipi    | Eintracht Francoforte |          |

| Cessioni | Cessioni         | Cessioni     | Cessioni |
| R.       | Nome             | da           | Modalità |
| -------- | ---------------- | ------------ | -------- |
| A        | Dimtcho Beliakov | Liteks Loveč |          |

## Risultati

### 2. Bundesliga

#### Girone di andata
| Arbitro: | Fleischer |

|                  |           |                                         |
| Aliaj 73’ (aut.) | Marcatori | 38’ Radulović 49’ Simioni 70’ Ouédraogo |

| Arbitro: | Weiner |

|            |           |                                 |
| Simioni 7’ | Marcatori | 62’ Bamba 81’ N'Diaye 90’ Sopić |

| Arbitro: | Steinborn |

|            |           |                        |
| Trares 47’ | Marcatori | 9’ Velichkov 29’ Aliaj |

| Arbitro: | Henschel |

|               |           |                               |
| Velichkov 90’ | Marcatori | 64’ Younga-Mouhani 76’ Berger |

| Arbitro: | Sippel |

|                         |           |  |
| Weiland 41’ Teinert 90’ | Marcatori |  |

| Oberhausen 21 settembre 2003, ore 15:00 CEST 6ª giornata | RW Oberhausen | 0 – 0 referto | Energie Cottbus | Niederrheinstadion (4 113 spett.)\| Arbitro: \| Raquet \| |
| Arbitro:                                                 | Raquet        |               |                 |                                                           |

| Arbitro: | Meyer |

|            |           |             |
| Berger 45’ | Marcatori | 39’ Simioni |

| Arbitro: | Drees |

|                                            |           |                    |
| Kampf 14’ Surmann 34’ (aut.) Radulović 77’ | Marcatori | 90’ (rig.) Reichel |

| Arbitro: | Rafati |

|                  |           |                 |
| Gruev 77’ (rig.) | Marcatori | 18’ Rietpietsch |

| Arbitro: | Schalk |

|                                             |           |                          |
| Rietpietsch 25’ Ouédraogo 39’ Velichkov 71’ | Marcatori | 10’, 73’ Adzic 38’ Zandi |

| Arbitro: | Weber |

|            |           |                                                |
| Šukalo 29’ | Marcatori | 19’, 70’ Velichkov 59’ Radulović 66’ Ouédraogo |

| Arbitro: | Weber |

|                               |           |             |
| Rietpietsch 16’ Ouédraogo 90’ | Marcatori | 20’ Nsaliwa |

| Arbitro: | Perl |

|  |           |                                     |
|  | Marcatori | 4’ Ouédraogo 6’ Radulović 84’ Aliaj |

| Oberhausen 30 novembre 2003, ore 15:00 CET 14ª giornata | RW Oberhausen | 0 – 0 referto | Union Berlino | Niederrheinstadion (5 683 spett.)\| Arbitro: \| Schriever \| |
| Arbitro:                                                | Schriever     |               |               |                                                              |

| Arbitro: | Keßler |

|              |           |  |
| Pflipsen 51’ | Marcatori |  |

| Arbitro: | Hoyzer |

|                                                 |           |           |
| Stehle 8’ (aut.) Radulović 74’ Aliaj 82’ (rig.) | Marcatori | 20’ David |

| Arbitro: | Albrecht |

|  |           |                         |
|  | Marcatori | 45’ Aliaj 72’ Ouédraogo |

#### Girone di ritorno
| Arbitro: | Schmidt |

|                                              |           |                         |
| Scharpenberg 52’ Montero 68’ Rietpietsch 74’ | Marcatori | 15’ Boakye 65’ Porcello |

| Arbitro: | Brych |

|  |           |                        |
|  | Marcatori | 24’ Caio 45’ Velichkov |

| Arbitro: | Späker |

|             |           |  |
| Montero 69’ | Marcatori |  |

| Arbitro: | Rafati |

|                                                                 |           |  |
| Örüm 13’ Komljenović 36’ Mokhtari 47’ Žiković 75’ Reisinger 88’ | Marcatori |  |

| Arbitro: | Wagner |

|                                  |           |                      |
| Löw 18’ Gebhardt 66’ Kaufman 70’ | Marcatori | 85’ (rig.) Velichkov |

| Oberhausen 10 marzo 2004, ore 18:15 CET 22ª giornata | RW Oberhausen | 0 – 0 referto | Magonza | Niederrheinstadion (7 314 spett.)\| Arbitro: \| Wack \| |
| Arbitro:                                             | Wack          |               |         |                                                         |

| Arbitro: | Kircher |

|               |           |                                  |
| Radulović 25’ | Marcatori | 9’, 50’ Juskowiak 78’, 80’ Curri |

| Arbitro: | Kinhöfer |

|  |           |              |
|  | Marcatori | 8’ Radulović |

| Arbitro: | Meyer |

|  |           |                             |
|  | Marcatori | 34’ Ahanfouf 57’, 84’ Kurth |

| Arbitro: | Fleischer |

|                  |           |  |
| Costa 65’ (aut.) | Marcatori |  |

| Arbitro: | Gräfe |

|                                  |           |             |
| Tokody 29’ Montero 78’ Catic 90’ | Marcatori | 90’ Akonnor |

| Arbitro: | Weber |

|          |           |            |
| Fink 30’ | Marcatori | 41’ Tokody |

| Arbitro: | Kammerer |

|             |           |                        |
| Astorga 18’ | Marcatori | 45’ Racanel 85’ Keller |

| Arbitro: | Walz |

|                    |           |                         |
| Page 21’ Keïta 85’ | Marcatori | 83’ Astorga 90’ Simioni |

| Arbitro: | Weiner |

|                  |           |                       |
| Aliaj 18’ (rig.) | Marcatori | 58’, 76’ (rig.) Blank |

| Arbitro: | Steinborn |

|               |           |                                      |
| Krzynówek 60’ | Marcatori | 31’ Tokody 75’ Radulović 90’ Simioni |

| Arbitro: | Stark |

|                                       |           |                  |
| Rietpietsch 22’ Aliaj 49’ Simioni 78’ | Marcatori | 33’, 38’ Schütte |

### Coppa di Germania
| Arbitro: | Trautmann |

|                                               |           |                             |
| Römer 18’ Copado 37’, 39’ Costa 51’, 65’, 69’ | Marcatori | 73’ Radulović 85’ Ouédraogo |

## Statistiche

### Statistiche di squadra
| Competizione      | Punti | In casa | In casa | In casa | In casa | In casa | In casa | In trasferta | In trasferta | In trasferta | In trasferta | In trasferta | In trasferta | Totale | Totale | Totale | Totale | Totale | Totale | DR |
| Competizione      | Punti | G       | V       | N       | P       | Gf      | Gs      | G            | V            | N            | P            | Gf           | Gs           | G      | V      | N      | P      | Gf     | Gs     | DR |
| ----------------- | ----- | ------- | ------- | ------- | ------- | ------- | ------- | ------------ | ------------ | ------------ | ------------ | ------------ | ------------ | ------ | ------ | ------ | ------ | ------ | ------ | -- |
| 2. Bundesliga     | 53    | 17      | 7       | 4       | 6       | 26      | 27      | 17           | 8            | 4            | 5            | 26           | 21           | 34     | 15     | 8      | 11     | 52     | 48     | +4 |
| Coppa di Germania | -     | 0       | 0       | 0       | 0       | 0       | 0       | 1            | 0            | 0            | 1            | 2            | 6            | 1      | 0      | 0      | 1      | 2      | 6      | -4 |
| Totale            | 53    | 17      | 7       | 4       | 6       | 26      | 27      | 18           | 8            | 4            | 6            | 28           | 27           | 35     | 15     | 8      | 12     | 54     | 54     | 0  |

### Andamento in campionato
| Giornata  | 1 | 2 | 3 | 4 | 5  | 6  | 7  | 8  | 9 | 10 | 11 | 12 | 13 | 14 | 15 | 16 | 17 | 18 | 19 | 20 | 21 | 22 | 23 | 24 | 25 | 26 | 27 | 28 | 29 | 30 | 31 | 32 | 33 | 34 |
| --------- | - | - | - | - | -- | -- | -- | -- | - | -- | -- | -- | -- | -- | -- | -- | -- | -- | -- | -- | -- | -- | -- | -- | -- | -- | -- | -- | -- | -- | -- | -- | -- | -- |
| Luogo     | T | C | T | C | T  | C  | T  | C  | T | C  | T  | C  | T  | C  | T  | C  | T  | C  | T  | C  | T  | T  | C  | C  | T  | C  | T  | C  | T  | C  | T  | C  | T  | C  |
| Risultato | V | P | V | P | P  | N  | N  | V  | N | N  | V  | V  | V  | N  | P  | V  | V  | V  | V  | V  | P  | P  | N  | P  | V  | P  | P  | V  | N  | P  | N  | P  | V  | V  |
| Posizione | 2 | 7 | 5 | 7 | 11 | 14 | 15 | 10 | 9 | 11 | 8  | 5  | 3  | 4  | 5  | 4  | 2  | 1  | 1  | 1  | 1  | 2  | 3  | 3  | 3  | 5  | 5  | 5  | 4  | 4  | 6  | 6  | 6  | 5  |

Legenda:

Luogo: C = Casa; T = Trasferta. Risultato: V = Vittoria; N = Pareggio; P = Sconfitta.

### Statistiche dei giocatori
| Giocatore       | 2. Bundesliga | 2. Bundesliga | 2. Bundesliga | 2. Bundesliga | Coppa di Germania | Coppa di Germania | Coppa di Germania | Coppa di Germania | Totale   | Totale | Totale      | Totale     |
| Giocatore       | Presenze      | Reti          | Ammonizioni   | Espulsioni    | Presenze          | Reti              | Ammonizioni       | Espulsioni        | Presenze | Reti   | Ammonizioni | Espulsioni |
| --------------- | ------------- | ------------- | ------------- | ------------- | ----------------- | ----------------- | ----------------- | ----------------- | -------- | ------ | ----------- | ---------- |
| O. Adler        | 34            | 0             | 1             | 0             | 1                 | 0                 | 0                 | 0                 | 35       | 0      | 1           | 0          |
| A. Aliaj        | 32            | 6             | 5             | 1             | 1                 | 0                 | 0                 | 0                 | 33       | 6      | 5           | 1          |
| A. Astorga      | 19            | 2             | 0             | 0             | 0                 | 0                 | 0                 | 0                 | 19       | 2      | 0           | 0          |
| D. Beliakov     | 9             | 0             | 0             | 0             | 0                 | 0                 | 0                 | 0                 | 9        | 0      | 0           | 0          |
| D. Bushuev      | 0             | 0             | 0             | 0             | 0                 | 0                 | 0                 | 0                 | 0        | 0      | 0           | 0          |
| C. Börkel       | 0             | 0             | 0             | 0             | 0                 | 0                 | 0                 | 0                 | 0        | 0      | 0           | 0          |
| C. Caio         | 15            | 1             | 1             | 0             | 0                 | 0                 | 0                 | 0                 | 15       | 1      | 1           | 0          |
| D. Cartus       | 2             | 0             | 1             | 0             | 0                 | 0                 | 0                 | 0                 | 2        | 0      | 1           | 0          |
| H. Catic        | 18            | 1             | 1             | 0             | 1                 | 0                 | 0                 | 0                 | 19       | 1      | 1           | 0          |
| H. Costa        | 24            | 0             | 6             | 0             | 1                 | 0                 | 0                 | 0                 | 25       | 0      | 6           | 0          |
| M. Ibrahim      | 0             | 0             | 0             | 0             | 0                 | 0                 | 0                 | 0                 | 0        | 0      | 0           | 0          |
| L. Kampf        | 10            | 1             | 2             | 0             | 0                 | 0                 | 0                 | 0                 | 10       | 1      | 2           | 0          |
| J. Luginger     | 3             | 0             | 0             | 0             | 0                 | 0                 | 0                 | 0                 | 3        | 0      | 0           | 0          |
| D. Montero      | 26            | 3             | 3             | 2             | 1                 | 0                 | 0                 | 0                 | 27       | 3      | 3           | 2          |
| C. Nulle        | 0             | 0             | 0             | 0             | 0                 | 0                 | 0                 | 0                 | 0        | 0      | 0           | 0          |
| A. Ouédraogo    | 33            | 6             | 5             | 0             | 1                 | 1                 | 0                 | 0                 | 34       | 7      | 5           | 0          |
| A. Ouro-Akpo    | 1             | 0             | 0             | 0             | 0                 | 0                 | 0                 | 0                 | 1        | 0      | 0           | 0          |
| S. Radulović    | 34            | 8             | 3             | 0             | 1                 | 1                 | 0                 | 0                 | 35       | 9      | 3           | 0          |
| D. Raičković    | 29            | 0             | 5             | 0             | 1                 | 0                 | 0                 | 0                 | 30       | 0      | 5           | 0          |
| B. Reichert     | 0             | 0             | 0             | 0             | 0                 | 0                 | 0                 | 0                 | 0        | 0      | 0           | 0          |
| T. Reichert     | 1             | 0             | 0             | 0             | 0                 | 0                 | 0                 | 0                 | 1        | 0      | 0           | 0          |
| G. Remacle      | 25            | 0             | 4             | 0             | 1                 | 0                 | 0                 | 0                 | 26       | 0      | 4           | 0          |
| M. Rietpietsch  | 30            | 5             | 6             | 1             | 1                 | 0                 | 0                 | 0                 | 31       | 5      | 6           | 1          |
| M. Salifou      | 6             | 0             | 0             | 0             | 0                 | 0                 | 0                 | 0                 | 6        | 0      | 0           | 0          |
| F. Scharpenberg | 32            | 1             | 5             | 0             | 1                 | 0                 | 0                 | 0                 | 33       | 1      | 5           | 0          |
| L. Simioni      | 24            | 6             | 4             | 0             | 1                 | 0                 | 0                 | 0                 | 25       | 6      | 4           | 0          |
| A. Tiéku        | 14            | 0             | 2             | 0             | 1                 | 0                 | 0                 | 0                 | 15       | 0      | 2           | 0          |
| T. Tokody       | 14            | 3             | 3             | 0             | 0                 | 0                 | 0                 | 0                 | 14       | 3      | 3           | 0          |
| B. Velichkov    | 29            | 7             | 6             | 0             | 1                 | 0                 | 0                 | 0                 | 30       | 7      | 6           | 0          |
| G. Çipi         | 11            | 0             | 3             | 1             | 0                 | 0                 | 0                 | 0                 | 11       | 0      | 3           | 1          |